# Matjaž Poklukar
Matjaž Poklukar, né le 30 janvier 1973 à Jesenice, est un biathlète slovène. Il a été actif de 1991 à 2006, année de sa seule participation aux Jeux olympiques.

## Biographie
En 1995, il signe son unique podium en Coupe du monde en terminant troisième du sprint de Lahti. Aux Jeux olympiques d'hiver de 2006, sa dernière compétition majeure, il se classe 63e du sprint, 47e de l'individuel et dixième du relais avec la Slovénie.
Son frère jumeau Jože est aussi biathlète.

## Palmarès

### Jeux olympiques d'hiver
| Épreuve / Édition          | Individuel | Sprint | Poursuite | Départ groupé | Relais |
| Jeux olympiques 2006 Turin | 47e        | 63e    | —         | —             | 10e    |

- — : N'a pas participé à l'épreuve.

### Coupe du monde
- Meilleur classement général : 50e en 1994.
- 1 podium individuel : 1 troisième place.
- 1 podium en relais : 1 troisième place.